# Joyce Hazeltine
Iola Joyce Hazeltine (* 16. Juli 1935 in Pierre, South Dakota; † 30. September 2016 in Custer, South Dakota) war eine US-amerikanische Lehrerin und Politikerin (Republikanische Partei).

## Werdegang
Iola Joyce Simpson wurde 1935 als Tochter von Howard und Ofa Mae Simpson in Pierre (Hughes County) geboren. Ihre Kindheit war von der Weltwirtschaftskrise überschattet und die Folgejahre vom Zweiten Weltkrieg. Simpson besuchte die Fort Pierre High School. Bereits im ersten Jahr kam sie in das Cheerleader-Team. Daneben arbeitete sie als Page in der Legislative. Sie graduierte als zweitbester Absolvent des Jahrgangs. In der Folgezeit erwarb sie einen Lehrerabschluss am Huron College. Danach unterrichtete sie in Aberdeen, Custer und Eureka. Simpson wurde zum Präsidenten der State Jaycettes gewählt.
1956 heiratete sie Dave Hazeltine. Sie feierten im Juli 2016 ihren 60. Hochzeitstag. Das Paar bekam drei Kinder: Derek, Tara und Kirk.
Simpson verfolgte auch eine politische Laufbahn. Sie war Assistant Chief Clerk im Repräsentantenhaus von South Dakota und der erste weibliche Secretary vom Senat von South Dakota. 1986 wurde sie zum Secretary of State von South Dakota gewählt. Simpson wurde mehrere Male wiedergewählt. Sie bekleidete den Posten von 1987 bis 2003. Während ihrer letzten Amtszeit fungierte sie als Präsident in der National Association of Secretaries of State.
Am 30. September 2016 verstarb sie an den Folgen einer Krebserkrankung in Custer. Ihr Gedenkgottesdienst fand dort am 8. Oktober 2016 in der Custer Lutheran Fellowship Church.